# Afropisaura rothiformis
Afropisaura rothiformis là một loài nhện trong họ Pisauridae.
Loài này thuộc chi Afropisaura. Afropisaura rothiformis được Embrik Strand miêu tả năm 1908.